# Заводський (Шабалінський район)
Заводськи́й (рос. Заводской) — селище у складі Шабалінського району Кіровської області, Росія. Входить до складу Ленінського міського поселення.
Населення становить 40 осіб (2010, 48 у 2002).
Національний склад станом на 2002 рік — росіяни 98 %.